# KAT8
KAT8 (англ. Lysine acetyltransferase 8) — білок, який кодується однойменним геном, розташованим у людей на короткому плечі 16-ї хромосоми. Довжина поліпептидного ланцюга білка становить 458 амінокислот, а молекулярна маса — 52 403.
| 10         |  | 20         |  | 30         |  | 40         |  | 50         |
| ---------- |  | ---------- |  | ---------- |  | ---------- |  | ---------- |
| MAAQGAAAAV |  | AAGTSGVAGE |  | GEPGPGENAA |  | AEGTAPSPGR |  | VSPPTPARGE |
| PEVTVEIGET |  | YLCRRPDSTW |  | HSAEVIQSRV |  | NDQEGREEFY |  | VHYVGFNRRL |
| DEWVDKNRLA |  | LTKTVKDAVQ |  | KNSEKYLSEL |  | AEQPERKITR |  | NQKRKHDEIN |
| HVQKTYAEMD |  | PTTAALEKEH |  | EAITKVKYVD |  | KIHIGNYEID |  | AWYFSPFPED |
| YGKQPKLWLC |  | EYCLKYMKYE |  | KSYRFHLGQC |  | QWRQPPGKEI |  | YRKSNISVYE |
| VDGKDHKIYC |  | QNLCLLAKLF |  | LDHKTLYFDV |  | EPFVFYILTE |  | VDRQGAHIVG |
| YFSKEKESPD |  | GNNVACILTL |  | PPYQRRGYGK |  | FLIAFSYELS |  | KLESTVGSPE |
| KPLSDLGKLS |  | YRSYWSWVLL |  | EILRDFRGTL |  | SIKDLSQMTS |  | ITQNDIISTL |
| QSLNMVKYWK |  | GQHVICVTPK |  | LVEEHLKSAQ |  | YKKPPITVDS |  | VCLKWAPPKH |
| KQVKLSKK   |  |            |  |            |  |            |  |            |

A: Аланін

C: Цистеїн

D: Аспарагінова кислота

E: Глутамінова кислота

F: Фенілаланін

G: Гліцин

H: Гістидин

I: Ізолейцин

K: Лізин

L: Лейцин

M: Метіонін

N: Аспарагін

P: Пролін

Q: Глутамін

R: Аргінін

S: Серин

T: Треонін

V: Валін

W: Триптофан

Кодований геном білок за функціями належить до трансфераз, активаторів, ацилтрансфераз, регуляторів хроматину, фосфопротеїнів. 
Задіяний у таких біологічних процесах, як транскрипція, регуляція транскрипції, ацетилювання, альтернативний сплайсинг. 
Білок має сайт для зв'язування з іонами металів, іоном цинку. 
Локалізований у ядрі, хромосомах.